# Корнежгутиковые
Корнежгутиковые, или ризомастигины (лат. Rhizomastigina, syn. Rhizomastigida), — ранее выделявшийся отряд свободноживущих простейших, промежуточная группа между саркодовыми и жгутиконосцами. Представители отряда обладают 1—3 жгутиками и могут образовывать псевдоподии (ложноножки). Псевдоподии по форме могут быть пальцевидными или щетинковидными. Обитают в пресной воде. В ископаемом состоянии не известны.
Группа выделена немецким зоологом Отто Бючли в 1884 году. В настоящее время представители корнежгутиковых входят в состав таксона Archamoebae, выделенного Томасом Кавалье-Смитом, которому придаётся ранг класса или инфратипа.